# Air guitar

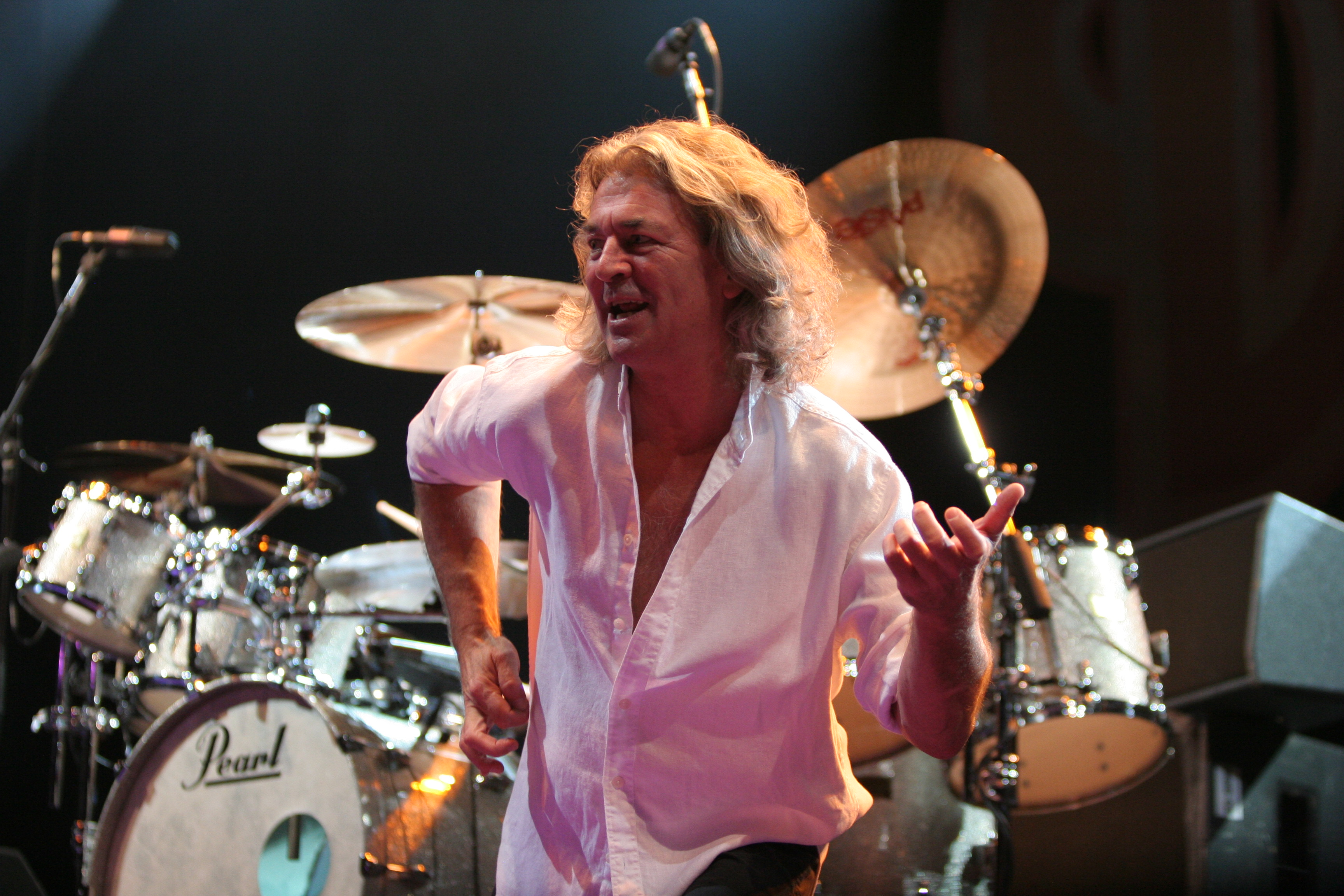
Ian Gillan faisant de lair guitar.

L'air guitar est une activité qui consiste à mimer le geste d’un guitariste sans avoir l’instrument en main. Il s'agit d'une sorte de playback instrumental mimant la plupart du temps le jeu d'une guitare électrique.

## Origine
Avec l'apparition du rock et la suprématie des guitares, la gestuelle associée à cette pratique est devenue monnaie courante. Ainsi, dans le film Woodstock (1970), Joe Cocker ponctue sa prestation par une sorte de transe avec un instrument imaginaire.
Chaque année depuis 1994, les étudiants du département audiovisuel des Arts décos d'Oulu, en Finlande, organisent le Oulu Music Video Festival (en), consacré à la culture populaire sous forme de vidéos musicales, projections de films et concerts. En 1996, s’ajoutent à ce concept les premiers championnats mondiaux d’air guitar, dont l’idée originale avait brièvement été exploitée par les Anglais, un an auparavant, lors de soirées au Lift Club, à Brighton.
Ce festival rassemble, les 4 ou 5 derniers jours du mois d’août, près de 20 000 participants venus des quatre coins du monde pour décrocher le trophée du meilleur guitariste virtuel. L’air guitar s’organise en championnats nationaux dans un grand nombre de pays (Angleterre, Australie, Autriche, Belgique, Canada, États-Unis, Irlande, Islande, Norvège, Nouvelle-Zélande, Pays-Bas, Suède, etc ...), dont les qualifiés s'affrontent en Finlande lors de la grande finale mondiale. La France y participe depuis 2005.

## En France
Cette section est promotionnelle ou publicitaire (mai 2024). Considérez son contenu avec précaution et/ou discutez-en.
Si le phénomène de la « guitare invisible » est pratiqué de façon tout à fait spontanée depuis longtemps, c'est pendant l'été 2002 qu’un premier championnat est organisé dans le local de Project 101 à Paris ; il est célébré par la suite par le groupe Rinôçérôse dans son clip Music kills me.
En juin 2003, cette pratique prend plus d'ampleur en France : au Nouveau Casino de Paris a lieu un championnat réunissant une trentaine de participants ; la gagnante en est Joëlle Tempest. À l’origine du championnat du Nouveau Casino, Rita Cadillac décide, en 2004, de monter la Fédération Française d’air guitar au sein de l’association Disco-Babel, en accord avec les championnats du Monde.
Après avoir gagné une Epiphone Flying V et une parution dans Le Monde, Joëlle Tempest remet son titre en jeu, le 21 juin 2005, et se fait détrôner par Monkey Boy. En 2006, Sideburn l’emporte, tandis qu’en 2007 Moche Pitt ramène un titre de vice-champion du Monde à la France. En 2008, le champion s’appelle Master Peace. Il se classe 4e aux Championnats du monde.
Avec le sacre de Sylvain Quimène, alias Gunther Love, en 2009, le phénomène attire les médias curieux d’en apprendre plus sur cette discipline. Canal+ accueille plusieurs fois sur ses plateaux les champions français et le champion du monde, Gunther Love. Ce dernier intervient, notamment pendant l'été 2010, dans l'émission Le News Show, lors du Air Actu, où il tente de faire deviner des personnalités et événements de l'actualité aux candidats durant 90 secondes.
Ainsi, les championnats continuent de se dérouler chaque année dans une quinzaine de villes en France, en ligne sur le site de Canal+ (manche vidéo) et à bord des trains iDTGV.
Le championnat du monde d'air guitar 2010 est une nouvelle fois dominé par les Français. Gunther Love conserve son titre et la deuxième place revient à la Française Eva Gina Runner, de son vrai nom Soraya Garlenq. Elle est également devenue championne de France le 3 juillet 2011 lors du festival Beauregard 3, à Hérouville-Saint-Clair, devant un public nombreux. Le 26 août 2011, elle est classée quatrième au championnat du monde d'air guitar 2011, où Günther Love termine sixième.
La fédération française s'éteint en 2015, et c'est le festival Kiosqnrock se déroulant à Mirande (Gers)  qui reprend l'air guitar en France : tout d'abord sous forme du championnat du Gers d'air guitar, puis en 2019 en organisant la finale du championnat de France dans la sous-préfecture gersoise.
C'est Vincent "Lord Scrat" Roussel qui est couronné champion de France et partira à Oulu en Finlande représenter la France en Août 2019.
Là bas, c'est une petite 14e place pour le briochin et c'est Fred "French Kiss" Réau qui lui vole la vedette en se glissant sur le podium et fini 3e du championnat du monde 2019.
2020 en pause, c'est en 2021, que le festival Kiosqnrock s'octroie sa 7e année et une nouvelle fois organise la finale nationale à Mirande dans le sud ouest. Une finale de haut vol avec en super finale les deux revenants Vincent "Lord Scrat" Roussel face à Fred "French Kiss" Réau qui remporte le titre.
Après un AirGuitar Tour 2022 et ses 9 étapes, la finale du championnat de France 2022 voit s'affronter Fred "French Kiss" Réau, Corentin "Airgus" Fermont et Apolline "Lady Attila" Andreys, et c'est cette dernière qui est sacrée championne de France 2022.
A Oulu quelques jours plus tard, le dark Horse 2022 voit se qualifier Kiril "Guitarentula" Blumenkrants ainsi que Vincent "Lord Scrat" Roussel pour la finale du championnat du monde d'air guitar à Oulu (Finlande) rejoignant ainsi Fred "French Kiss" Réau et Apolline "Lady Attila" Andreys.
En finale,  Kiril "Guitarentula" Blumenkrants l'emporte devant Fred "French Kiss" Réau 2e et Apolline "Lady Attila" Andreys 3e ex aequo. C'est le troisième tritre français après ceux de Gunther Love en 2009 et 2010.
En 2023, French Kiss reprend son titre de quelques dixiemes et laisse Airguss une nouvelle fois dauphin. Au championnat du monde, la France se fait encore une fois remarquée avec la meilleure nation présente en super finale. Guitarentula reste sur le podium en finissant 3eme derrière le Japon et la Finlande.

## Discographie
- AIR GUITAR HEROES, double CD + DVD réunissant les standards du rock et des cours et conseils de quatre grands air guitaristes français : Moche Pitt et Sideburn du groupe Airnadette, Un Poquito Senor et Master Peace.

## Théorisation
La chercheuse québécoise Hélène Laurin publie en 2015 Les filles aussi jouent de l'air guitar aux Éditions de Ta Mère, situées à Montréal. Dans cet essai, elle analyse la performativité de genre de quatre performances d'air guitar compétitif réalisées par des femmes cisgenre, de même que ce qu'elles signifient, remettent en jeu et confirment dans la culture rock, via le truchement d'une analyse intertextuelle. Le livre se base sur le mémoire de maîtrise de l’autrice, déposé en 2006 au département de communication de l'Université de Montréal.
L'air guitar est également exploré par des ethnomusicologues tels que Sydney Hutchinson (2014, 2016) et Byrd McDaniel (2017) (voir aussi KRUI 2018). 

## Filmographie
- French Kiss Goes To Oulu / France - documentaire - 2018 - 1h00

Découvrez l’histoire de French Kiss, champion de France et 3e meilleur air-guitariste du monde. French Kiss a toujours rêvé d’être une rock star. Pour réaliser son rêve, il a décidé de concourir au championnat du monde de Air Guitar à Oulu, en Finlande.  Mais, comme dit son fils Nicolas: “Mon père, c’est pas une rock star”  Ce rock-trip de 3000km à travers l’Europe va changer leur vie pour toujours.